# 왕루옌
왕루옌(중국어 간체자: 王鲁彦, 정체자: 王魯彥, 병음: Wáng Lǔyàn, 본명: 왕헝(중국어: 王衡, 병음: Wáng Héng), 1901년 ~ 1944년 8월 20일)는 중국의 소설가이다. 자는 반아(返我), 망아(忘我)이다.

## 생애
루옌은 저장성 닝보시 전하이구의 상인 가정에서 태어났으며 6세 시절부터 서당에 들어가서 공부했다. 소년 시절에는 고등 교육을 받기도 했고 1918년에는 상하이로 이주하여 견습생으로 근무했다. 1920년에는 베이징으로 이주해서 리다자오, 차이위안페이 등이 설립한 공독협조단(工讀互助團)에 가담하면서 에스페란토를 배우는 한편 5·4 운동에 영향을 받으면서 문학 활동을 전개하게 된다.
1922년에 공독협조단이 해체된 이후에 동료들과 함께 문학 단체인 명천사(明天社)를 결성했고 에스페란토로 번역한 문학 작품을 발표했고 문학 연구회에 참여하기도 했다. 1923년 여름에는 후난 창사 평민 대학(長沙平民大學), 저우난 여학(周南女學), 후난성 제1사범학교(湖南省第一師範)에서 교사로 근무했고 같은 해 11월에 《동방잡지》(東方雜誌)에 데뷔 작품인 〈가을밤〉(秋夜)을 발표했다. 또한 중국 각지에서 활동하던 군벌들의 살인 만행을 소재로 한 대표작인 《유자》(柚子)를 발표했고 1926년에는 첫 소설집은 《유자》(柚子)를 발표했다.
1927년에는 후베이성 우한에서 《민국일보》(民國日報) 부편집장으로 근무했다. 1928년 봄에는 난징 국민정부 국제 홍보부에서 에스페란토 통역 업무를 맡았고 같은 해에 소설집 《황금》(黃金)을 발표했다. 1930년에는 푸젠성 샤먼에서 《민종일보》(民鍾日報) 부편집장으로 근무했고 나중에 푸젠성, 상하이, 산시성에서 중학교 교사로 근무했다. 중일 전쟁 이전에는 그의 유일한 장편 소설인 《들불》(野火)가 출간되었다.
중일 전쟁 이후에는 우한 군사위원회 정치부에 임명되었고 《포화 속의 아이》(炮火下的孩子), 《상병병원》(傷兵醫院)을 비롯한 단편 소설을 모아 출판했다. 1939년에는 광시성 구이린 행영 정치부에서 《문예잡지》(文藝雜誌)의 편집장으로 근무했다. 같은 해에 《광서일보》(廣西日報)에 장편 소설 《춘초》(春草)를 연재했지만 미완성에 그쳤다. 1941년에는 중화전국문예계항적협회에 참여했고 1942년에는 마지막 소설집 《우리의 나팔》(我們的喇叭)을 출간했다. 1944년에 구이린에서 가난과 병고로 인해 사망했다.